# Christine Marshall
Christine Irene Marshall, född 11 augusti 1986 i Newport News i Virginia, är en amerikansk simmare.
Marshall blev olympisk bronsmedaljör på 4 × 200 meter frisim vid sommarspelen 2008 i Peking.